# Karl Larson (cầu thủ bóng đá)
Karl Larson (sinh ngày 28 tháng 10 năm 1991) là một cầu thủ bóng đá người Thụy Điển thi đấu cho IK Sirius.